# Robert Johnson
Robert Leroy Johnson (8 mai 1911 sau poate 1912, Hazlehurst, Mississipi - 16 august 1938 Greenwood, Mississipi) a fost un chitarist și cantautor american, reprezentant însemnat al muzicii blues, mai ales în stilul country blues și „blues din Delta fluviului Mississipi”. 
S-a acompaniat mai ales de chitară bas-boogie, Johnson a înregistrat foarte puțin, dar discurile sale conținând 29 cântece din anii 1936-1937, caracterizate de o îmbinare inspirată a talentului de instrumentist, de cântăreț și textier, tehnici ca „slide guitar” și falsete vocale, au influențat mai apoi multe generații de muzicieni, inclusiv cântăreți rock ca Eric Clapton și alții.  
Creația sa a devenit larg cunoscută după reeditarea înregistrărilor sale în anul 1961 pe un LP intitulat King of the Delta Blues Singers (Regele cântăreților de blues din Deltă). Între cântecele sale cel mai des difuzate se numără   „Crossroad Blues” (Blues de la răscrucea de drumuri), „Sweet Home Chicago”,  „Stop Breaking Down Blues” și  „Love in Vain” (Dragoste zadarnică). Ele au fost interpretate și de Led Zeppelin, Rolling Stones, Bob Dylan, Eric Clapton și alții.
Artistul, de origine afro-americană, și care a trăit doar 27 ani, a fost în anul 1986 înscris în panteonul Rock and Roll Hall of Fame.
în categoria „Influențe timpurii”. În anul 2003, David Fricke l-a clasificat pe Johnson pe locul cinci pe lista magazinului muzical „Rolling Stone” a celor 100 cei mari chitariști ai tuturor timpurilor.

## Biografie
Robert Leroy Johnson s-a născut la Hazlehurst, Mississipi în 1911, ca fiu al lui Julie Dodds, născută Julie Ann Major, și a unui muncitor zilier, Noah Johnson aflat în trecere prin localitate, într-o perioadă în care se despărțise temporar de soțul ei, Charles Dodds Jr., un tâmplar relativ prosper.
După un timp Julie a revenit la soțul ei, care și-a schimbat numele în Charles Spencer. Nu se știu multe detalii despre viața artistului.
Familia s-a mutat în anul 1918 la Robinsonville. Robert, care se numea in copilărie Robert Spencer a aflat abia mai târziu de la mama sa cine era tatăl său biologic și a ales numele de familie al acestuia, Johnson. De mic copil, a arătat o înclinare pentru muzică, și a cântat la harpă, și la armonică. 
Nu a fost atras de învățătură și a întrerupt școala în 1927, sub motivul unor tulburări de vedere. 
În februarie 1929 el s-a însurat cu Virginia Travis, în vârsta de 16 ani. Tânăra soție a murit însă curând, la naștere, împreună cu noul ei născut în aprilie 1930. Johnson s-a căsătorit din nou cu Esther Lockwood, mamă a unui copil, Robert Lockwood Jr. care va deveni la rândul său cântăreț de blues, pe urmele tatălui său vitreg.
Johnson a făcut în anii 1936-1937 două sesiuni de înregistrări, prima la San Antonio, Texas, în 23, 26 și 27 noiembrie 1936, și a doua la Dallas, Texas, la 19 -20 iunie 1937.    
Moartea sa s-a petrecut în circumstanțe neclare. După unii, ar fi murit otrăvit cu whiskey amestecat cu stricnină de către un soț gelos, proprietarul unui bar în care Johnson era angajat. După alte surse, ar fi murit de pneumonie sau de sifilis. După certificatul de deces, a murit la 16 august 1938 la Greenwood, și nu a fost supus autopsiei.
S-au păstrat doar două fotografii ale sale. Face parte din grupul artiștilor din Clubul 27.
O legendă renumită povestea că într-o bună zi, la răscrucea șoselelor 61 și 49 la Clarksdale, Mississipi, Robert Johnson și-ar fi vândut sufletul Satanei, în schimbul capacității de neîntrecut ca virtuoz al chitarei.

## Tehnica muzicală
Interpretarea sa la chitară este apreciată ca de o „perfecțiune absolută” (G.Arnaud, J. Chesnel)
Tehnica chitaristică a lui Robert Johnson s-a bazat pe evoluția stilului sincopat al lui Son House spre un limbaj  împodobit cu triplete. glisando și contrapuncte care dialoga cu vocea solistului pe un ritm 4/4 pe care îl stăpânea cu policele care ciocăna coardele.  
Se consideră că asemănător cu Blind Willie Johnson, Robert Johnson a fost un maestru al chitarei slide, tehnică ce consista în a apăsa corzile
nu cu degetele mâinii stângi, ci în apropierea lor, cu ajutorul unui tub de metal, ceea ce obține sunete ascuțite și sinuoase tipice muzicii tradiționale afro americane.
Unele din cântece Johnson nu și le-a atribuit sieși, ci le-a desemnat ca „tradiționale”.
În afara acordajului uzual sau standard (mi, si, sol, re, la, mi) Johnson a folosit în înregistrările sale cel puțin alte trei acordaje:
- Drop D (cu coarda a 6-a în re în loc de mi: acordajul corzilor cere  mi, si, sol, re, la, Re):
  - «Malted Milk»
- Open G (re, si, sol, re, sol, re):
  - «Stones in my passway»
  - «Walking Blues»
  - «Crossroads»
  - «If I had possession over the judgement day»
  - «Last fair deal gone down»
  - «Come on in my kitchen»
  - «Travellin’ Riverside Blues», entre otras)
- Open D (re, la, fa#, rE, la, RE):
  - «Hellhound on my trail»
  - «Preachin' blues»

## Moștenirea muzicală
Contribuția deosebită a lui Johnson se bazează pe utilizarea unor structuri muzicale de blues rural (country blues) anterioare contributiilor lui Charlie Patton, Son House, Willie Brown, Blind Lemon Jefferson ș.a. și pe forța literară a unor versuri, care îl consacrează drept unul din cei mai insemnați autori de poezie populară americană. Cântecele sale tratează mereu despre efemeritatea relațiilor dintre oameni, pribegia neîncetată și angoasele iraționale. 
(Frank Tirro - „Istoria jazzului clasic”, Barcelona 2001)
Johnson a depășit faza folclorică simplă, folosind imagini personale în care se amestecă motive religioase, sexuale și festive, având impact asupra ascultătorului prin precizia poetică. În cântecele sale își găsește expresia un univers creativ personal, fără repetarea de clișee tradiționale.    
Stilul său vocal inimitabil, cu un simț generos al libertății de interpretare, (după cum se vede în cele câteva versiuni ale cântecului „Come on in my kitchen”) îi alocă un loc parte în istoria muzicii blues.
Acest stil propriu ca solist vocal și chitarist a devenit un obiect de admirație pentru artiști ca Muddy Waters, elevul său, Elmore Jones, Ry Cooder, Keith Richards, Bob Dylan și grupul Led Zeppelin. Prin intermediul lui Muddy Waters și al interpreților britanici de blues din anii 1960 ca John Mayal, Eric Clapton, Peter Green, Rolling Stones etc, a exercitat o remarcabilă influență asupra muzicii rock.
„Lemon song” al formației Led Zeppelin a adus un tribut explicit strofelor din „Me and the devil blues”. Eric Clapton a dedicat un album întreg - „Me and Mr. Johnson” repertoriului lui Robert Johnson. De asemenea, chitaristul britanic Peter Green a creat un disc intitulat „The Robert Johnson Songbook”
Versiuni ale cântecelor sale au fost înregistrate și de Rolling Stones, Cream, Jimi Hendrix și mai ales Eric Clapton.

## Discografie
1936
- 32–20 Blues
- Come On In My Kitchen
- Cross Road Blues
- Dead Shrimp Blues
- I Believe I’ll Dust my Broom
- If I Had Possession Over Judgment Day
- Kindhearted Woman Blues*
- Last Fair Deal Gone Down
- Phonograph Blues*
- Preaching Blues (Up Jumped the Devil)
- Rambling On My Mind*
- Sweet Home Chicago
- Terraplane Blues
- They're Red Hot
- Walking Blues
- When You Got a Good Friend*

1937
- Drunken Hearted Man
- From Four Till Late
- Hellhound On My Trail
- Honeymoon Blues
- I’m a Steady Rollin' Man
- Little Queen of Spades
- Love in Vain
- Malted Milk
- Me and the Devil Blues
- Milkcow’s Calf Blues
- Stones in my Passway
- Stop Breakin' Down Blues
- Traveling Riverside Blues

## In Memoriam
- 1994 Poșta Statelor Unite a emis o marcă poștală cu portretul său (fără țigara din gură)

## Robert Johnson în alte arte
- 1986 - Walter Hill a regizat un film intitulat „Crossroads”, inspirat de legenda faustiană despre Johnson și diavol, în interpretarea lui Ralph Macchio și Joe Seneca, cu un duel final de chitare între Macchio și Steve Vai
- 2006-2007 - personajul lui Robert Johnson și cântece ale sale apar în episodul 8 „Crossroad Blues” al celui de-al doilea sezon al serialului de televiziune „Supernatural” de pe canalul CW